# Изотов, Сергей Александрович
Сергей Александрович Изотов (род. 25 апреля 1964 года) — российский тренер по плаванию, Заслуженный тренер России, специалист по подготовке спортсменов вольного стиля. Работает в Краснодаре, тренер сборной России с 2012 года. Отец и первый тренер бронзового призёра Олимпийских игр, заслуженного мастера спорта России Данилы Изотова.

## Биография
Сергей Александрович Изотов родился 25 апреля 1964 года. С 1980-х годов занимается тренерской деятельностью в области плавания.
За более, чем 45 лет тренерской деятельности, работал в спортивной школе «Энергия» в Нарве, где обучал детей плаванию, развивая физическую подготовку и оздоровление. Работал тренером в Краснодарском крае, воспитал ряд известных спортсменов.
В 1990-х и 2000-х годах был личным тренером своего сына Данилы Изотова, который под его руководством стал бронзовым призёром Олимпийских игр 2012 года, многократным чемпионом Европы, призёром чемпионатов мира, рекордсменом мира в эстафете.
С 2012 года Сергей Изотов входит в тренерский штаб национальной сборной России по плаванию. Помимо работы с сыном, консультировал подготовку других российских спортсменов к Олимпийским играм, сотрудничал с Виктором Борисовичем Авдиенко, заслуженным тренером СССР и России.

## Достижения
- Присвоено звание Заслуженный тренер России (приказ от 28 июня 2016 года № 78-нг)[1];
- Тренер бронзового призёра Олимпийских игр, чемпиона мира и Европы Данилы Изотова[2];
- Тренер сборной России с 2012 года[2].

## Известные ученики
- Данила Сергеевич Изотов — двукратный призёр Олимпийских игр в эстафетах, 9-кратный призёр чемпионатов мира, чемпион мира 2010 года на «короткой воде», многократный чемпион Европы и России. Член национальной сборной России с 2008 года, экс-рекордсмен мира;
- Еле́на Поляко́ва-Вши́вцева — эстонская биатлонистка. Участница Зимних Олимпийских Игр в Альбервиле и Лиллехамере[4];
- Влади́мир Ла́тин   — эстонский гребец, выступал за сборную Эстонии по академической гребле. Серебряный призёр чемпионата Европы, победитель регат национального значения, участник летних Олимпийских игр в Пекине[4].

## Награды
- Заслуженный тренер России[1].